# Néon (peixe)
Tetra neon ou simplesmente neon é como são popularmente chamados os peixes de água doce das espécies Paracheirodon axelrodi e Paracheirodon innesi. Ambos pertencem à família Characidae da ordem Characiformes e são originários da região norte da América do Sul.
Popularmente o Paracheirodon innesi é chamado de Tetra Neon Innesi e o Paracheirodon axelrodi é chamado de Tetra Neon Cardinal.
São peixes de cardume de cores muito vivas muito apreciado na aquariofilia de água doce. São excelentes para um aquário comunitário, pois são muito pacíficos, e devem manter-se no mínimo 6 exemplares de tetra-neon, pois ele é uma espécie de peixe gregário, ou seja necessita de cardume para que se mostre desinibido e à vontade com outros peixes.
Idealmente, a água deve estar por volta de 26º e o PH de 6,4 a 6,8.
Apesar de já existirem criações na Ásia, no Brasil ele é capturado no médio Rio Negro, por pescadores artesanais, que vendem os peixinhos para atravessadores, que os distribuem pelo mundo, notadamente Europa, EUA e Japão, onde sempre atinge alto preço.
O geógrafo Flavio Bonfá, do Objetivo e UNIP, permaneceu na região de captura estudando as formas de comércio, e denunciou a retirada ilegal em matéria do jornal O Estado de S. Paulo.

## Diferenças entre o Tetra Neon Cardinal e Innesi
O Tetra Neon Cardinal (Paracheirodon axelrodi) e o Tetra Neon Innesi (Paracheirodon innesi) são muitos similares tanto em aparência como em comportamento. O Tetra Neon Cardinal possui a linha de coloração vermelha se estendendo por todo o corpo, do rabo à cabeça. Por outro lado, a faixa do Tetra Neon Innesi vai do rabo até a metade do corpo, aproximadamente. Ambas espécies são apreciadas por criadores de peixes de aquário.